# Catfight (film)
Pour les articles homonymes, voir Catfight.
Pour plus de détails, voir Fiche technique et Distribution.
Catfight est une comédie d'action américaine écrite et réalisée par Onur Tukel et sortie en 2016. 
Le film a été présenté en première mondiale au Festival international du film de Toronto le 9 septembre 2016, avant d'être publié en version limitée et en vidéo à la demande le 3 mars 2017 par Dark Sky Films.

## Synopsis
(juin 2021).
Le contenu est difficilement compréhensible vu les erreurs de traduction, qui sont peut-être dues à l'utilisation d'un logiciel de traduction automatique.
L'intrigue met en scène deux femmes, Ashley Miller et Veronica Salt, qui se sont perdues de vue après avoir été à la fac ensemble. Ashley, devenue artiste, a du mal à vendre ses œuvres, mettant à rude épreuve sa relation avec sa petite amie Lisa. Veronica, une riche femme au foyer alcoolique que son mari Stanley méprise, se moque du talent de dessinateur de son fils. Les deux femmes sont fascinées par les reportages sur les conflits entre les États-Unis et le Moyen-Orient. 
Veronica et Ashley se retrouvent lors d'une fête organisée par Stanley en l'honneur de son partenaire commercial. Il a embauché Lisa comme traiteur, et elle a forcé Ashley à venir l'aider pour contribuer aux besoins du ménage. Veronica et Ashley se reconnaissent et entament une discussion qui dégénère rapidement. Veronica, priée de quitter la fête par son mari, tombe sur Ashley dans la cage d'escalier. Elles se lancent d'abord des insultes, puis en viennent aux coups. Ashley prend le dessus; Veronica tombe dans les escaliers et tombe dans le coma. 
Deux ans plus tard, Veronica se réveille sans aucun souvenir de la bagarre. Elle apprend que son mari s'est suicidé, que son fils est mort au combat au Moyen-Orient et que tout son argent a été dépensé pour payer son traitement. Elle emménage avec son ancienne femme de ménage Donna et obtient un emploi de femme de ménage. Ashley est devenue une artiste célèbre, la guerre ayant rendu populaires ses toiles sombres. Lisa et elle ont décidé de fonder une famille grâce à un donneur de sperme et Ashley est enceinte. Toutefois, leurs différences d'opinions les ont éloignées l'une de l'autre. 
Veronica découvre avec agacement le succès d'Ashley, qui fait la couverture d'un magazine. Elle se dispute avec Donna à propos de la guerre et emménage chez sa tante Charlie. Veronica trouve une vidéo que Kip lui a laissée, révélant qu'il a quitté l'école pour rejoindre l'armée, espérant la rendre fière. Elle fond en larmes. Dans la nouvelle galerie d'Ashley, elle découvre une toile représentant son propre visage ensanglanté. Les souvenir de leur bagarre sont réveillée, et Veronica se met à détruire les peintures, alors qu'Ashley essaie de l'arrêter. Veronica frappe Ashley et s'enfuit avec la toile représentant son visage. Ashley la poursuite et elles se battent à l'aide d'outils. Veronica prend le dessus sur Ashley, la frappant à la tête avec une clé à molette. Un parpaing tombe sur la tête d'Ashley, qui tombe à son tour dans le coma. 
Deux ans plus tard, Ashley se réveille et découvre qu'elle a perdu son bébé, que Lisa l'a quittée, qu'elle est sans le sou après que ses tableaux aient été vendus pour payer ses factures médicales. Les États-Unis ont gagné la guerre contre le terrorisme et son style d'art sombre a perdu toute popularité, alors que Sally, son ancienne assistante, est devenue riche et célèbre pour ses bandes dessinées représentant d'heureux lapins bleus. Ashley doit maintenant travailler pour son ancienne assistante et essaie de recommencer à peindre, mais elle en est physiquement incapable du fait de ses blessures. 
Ashley trouve un billet de bus pour la Pennsylvanie, réalisant qu'il appartient à Veronica, qui s'occupe de sa tante Charlie. Ashley retrouve Veronica dans l'intention de la "détruire". Veronica propose à Ashley de petit-déjeuner, et elles découvrent qu'elles ont des choses en commun. Veronica joue à Ashley les enregistrements réalisés par Kip, avouant que les regarder lui donne l'impression que son fils est toujours avec elle, et que cela l'a aidée à surmonter sa colère envers Ashley. Ashley est émue, mais renverse accidentellement son café sur la caméra. Veronica panique, révélant qu'elle n'a jamais sauvegardé les fichiers. La bagarre qui s'ensuit les amène jusque dans les bois. Elles finissent assises par terre à se frapper, avant de s'effondrer toutes les deux en sanglots. Alors que Tante Charlie les regarde se battre depuis la fenêtre, la caméra vidéo redémarre soudainement, révélant qu'elle n'était pas cassée. 

## Fiche technique
- Titre original : Catfight
- Titre français : Catfight
- Réalisation : Onur Tukel
- Scénario : Onur Tukel
- Photographie : Zoe White
- Montage : Onur Tukel
- Musique : Frederic Sans
- Pays d'origine : États-Unis
- Langue originale : anglais
- Format : couleur
- Genre : comédie d'action, comédie noire
- Durée : 96 minutes
- Dates de sortie :
  - États-Unis : 9 septembre 2016 (Festival international du film de Toronto, TIFF)

## Distribution
- Sandra Oh (VFB : Fabienne Loriaux) : Veronica
- Anne Heche (VF : Virginie Ledieu) : Ashley
- Alicia Silverstone (VF : Nathalie Régnier) : Lisa
- Amy Hill : Aunt Charlie
- Myra Lucretia Taylor (VFB : Nathalie Hons) : Donna
- Ariel Kavoussi (VFB : Nancy Philippot) : Sally
- Damian Young (VFB : Franck Dacquin) : Stanley
- Stephen Gevedon (VFB : Philippe Résimont) : Tom Ferguson The Art Collector
- Giullian Yao Gioiello : Kip
- Tituss Burgess : John The Physical Therapist
- Jay O. Sanders : Angry Guy
- Peter Jacobson : Carl
- Catherine Curtin : Carl's Wife
- Ronald Guttman : The Man In The Towell
- Eva Dorrepaal : Claire The Other Art Collector
- Lisa Haas : Gynecologist
- Jason Selvig : Sperm Donor
- Jordan Carlos : Howie The Deaf Guy
- Justiin A. Davis : Henry, Donna's Son
- Ivana Milicevic : Rachel
- Betsy Holt : Rose
- Annie McCain Engman : Christie, Baby Shower Attendee
- Franck Raharinosy : Waiter
- Marisa Vitali : Debra, Baby Shower Attendee
- Emmy Harrington : Tiffany, Baby Shower Attendee
- Irene Bremis : Baby Shower Attendee
- Leah Shore : Baby Shower Attendee
- Darrill Rosen : Party Guest
- Kevin Scanlon : Party Guest
- Randy Gambill : The Fart Machine
- Karl Jacob : Fredrick / Interviewer
- Trapper Yates : Ben
- Dylan Baker (VFB : Jean-Michel Vovk) : Doctor Jones
- Craig Bierko : The Talk Show Host
- Justin Ahdoot : Amid (uncredited)